# 原田実 (美術史)
原田 実（はらだ みのる、1925年 - ）は、日本の美術評論家。東京国立博物館資料課長。日本近代美術史。

## 来歴
神奈川県平塚市生まれ。1953年、明治大学文学部卒業。

## 著書
- 近代洋画の青春像 12人の芸術家の生涯と作品（東京美術出版局、1965年）
- 岡倉天心（三彩社、東洋美術選書、1970年）
- 日本の画家 近代洋画（保育社、カラーブックス、1973年）
- 東洋美術散歩 美術鑑賞のすすめ（ビジネス教育出版社、1977年11月）
- 東洋の美術 美術鑑賞のすすめ（ビジネス教育出版社、1984年9月）

## 共編著
- 日本の名画 38（安井曽太郎、講談社、1973年）
- 現代日本の美術 10（児島善三郎・中川一政・大久保泰共著、集英社、1975年）
- 明治大正の美術（匠秀夫・酒井忠康共著、有斐閣選書、1981年）
- みちのく伝統文化 2 近代美術編（小学館、1985年12月）
- 20世紀日本の美術 アート・ギャラリー・ジャパン 14（梅原竜三郎・安井曽太郎 ・富山秀男共編、集英社 1987年9月）
- 日本の水彩画 3（石井鶴三、第一法規出版、1989年4月）

## 参考
- 著書[要文献特定詳細情報]の紹介文